# Mary Kubica
Mary Kubica er en amerikansk forfatter med bestsellere som The Good Girl og Pretty Baby.
Hun er uddannet i historie og amerikansk litteratur fra Miami University i Oxford, Ohio. 
Hendes debutroman, The Good Girl, udkom på dansk i 2015.

## Bøger på dansk
- Den perfekte pige (2015)